# Karl Friedrich von Gärtner (Reichshofrat)
Karl Friedrich Freiherr von Gärtner († 21. Mai 1779) war ein deutscher Reichshofrat, der für seine Verdienste in den Reichsfreiherrenstand erhoben wurde.

## Leben
Er stammte aus Kursachsen und war der Sohn von Karl Wilhelm Gärtner. Schon bald ging er nach Wien, wo er mit der evangelischen Stelle im Reichshofrat nachbesetzt wurde.
Am 22. Februar 1771 wurde er dort vom Kaiser zum Freiherrn ernannt. Er hinterließ ein Testament, nach dem u. a. sein Sohn Friedrich Freiherr von Gärtner, Appellationspräsident, erbte.